# Clavy-Warby
Clavy-Warby é uma comuna francesa na região administrativa de Grande Leste, no departamento Ardenas. Estende-se por uma área de 11,71 km². Em 2010 a comuna tinha 356 habitantes (densidade: 30,4 hab./km²).